# 快速計票
快速計票（英語：Quick Count，又稱抽樣計票）即從投票站抽取選票樣本，再按照各參與票站的選民人數和佔比，推算、驗證，以至於質疑選舉結果的選舉觀察手法。快速計票的工作人員可來自選舉管理機構或其他民間團體（民間團體進行的快速計票又稱平行計票），他們需在選舉當天觀察投、開票過程，收集票站的官方結果，以及發布快速計票結果。採用快速計票的國家包括印度尼西亞、新加坡、墨西哥、玻利維亞等。

## 起源
菲律賓全國公民自由選舉運動（ NAMFREL ）的組織者被公認為快速計票或新興民主國家平行計票（PVT）的先驅。在1986年的總統選舉中，NAMFREL試圖反映所有90,000個投票站的官方計數。他們在收集大多數投票站的數據方面執行了一項非凡的任務，提供了證據來幫助發現馬科斯支持者所進行的大規模計票欺詐行為。

## 方法
PVT等基于样本的选举观察基于统计，即中心极限定理和大数定律。当一组观察员可以访问正式的投票单位列表（由政府或独立选举委员会提供）时，他们可以从其组织（或组织的选举监督联盟）中向投票站部署具有代表性的随机观察员样本。观察选举过程和每个投票站的投票数。在投票期过后，观察员然后将他们收集的信息发送回中央数据中心进行分析。然后，该数据可用于对每个政党或候选人的投票份额，选举投票率以及选举管理机构的选举进行和管理进行独立的统计支持估计。
国家民主研究所（NDI）的“快速计票和选举观察”中对该方法进行了详细说明。 民主制度与人权办公室（ODIHR）出版的《家庭选举观察员手册》 第10B节也对此作了简要说明，该组织是欧洲安全与合作组织（OSCE）的一部分。

## 例子

### 尼日利亚2019年选举
非营利组织YIAGA Africa使用PVT验证了2019年2月23日的总统投票。 它派了观察员，但没有在2019年3月9日的州选举中使用PVT。 

### 津巴布韦2008年大选
在2008年3月举行的津巴布韦有争议的选举中，平行投票制表在结果中起着重要作用（如果不是决定性的话）。继南非总统塔博·姆贝基（ Thabo Mbeki）在“安静外交”这一极为残酷的过程中取得让步之后，各个投票站的结果都在外面显示出来。 MDC支持者通常使用照相手机拍摄照片，然后将其发送到约翰内斯堡的中心位置，并在列表中列出结果。
MDC声称，由于这一过程，他们的候选人Morgan Tsvangirai投票了50.3％的选票，因此他是大选的直接赢家。随后为期六周的中断，津巴布韦选举当局没有正式发布新结果。程序结束时宣布，Tsvangirai先生获得了48.6％的选票，随后将进行决赛。
尽管在那次选举中未获得明确的结果，但平行投票制在防止彻头彻尾的选举欺诈中发挥了重要作用。